# Juan Ugart
Juan Ugart Fernández (18 de octubre de 1913, Villanueva de Córdoba - 5 de septiembre de 1938), poeta español.

## Biografía
Hijo de Isidoro Ugart, ganadero y Dª Elvira Fernández Sánchez, maestra, cursó estudios de Magisterio en la Escuela Normal de Maestros de Córdoba y al ganar las oposiciones obtiene plaza en uno de los colegios infantiles de la Ribera. En 1935 publica sus primeros poemas en la revista sevillana Hojas de poesía. Participa con Juan Bernier, Enrique Moreno, José María Alvariño y otros creadores, artistas e intelectuales de la Córdoba de aquellos años en tertulias y actividades culturales. En el otoño de este mismo año ve la luz Los presentes de Abril, único poemario publicado por Juan Ugart cuya valía literaria ya goza del reconocimiento del ambiente cultural cordobés.
En 1936 colabora en el diario republicano La Voz con crítica literaria e imparte conferencias. En marzo de este mismo año se constituye el grupo poético Ardor, liderado por Juan Ugart con Ortiz Villatoro, Enrique Moreno y otros, que en muchos aspectos se vislumbra como predecesor del Grupo Cántico. La revista Ardor, subtitulada Revista de Córdoba sólo publicará su primer número. 
De ideología falangista, Juan Ugart combate en el ejército franquista contra los republicanos y el 5 de septiembre de 1938 muere en la batalla del Ebro a los 25 años de edad.

## Obra
- Los presentes de abril, 1935.